# Caroluskapel

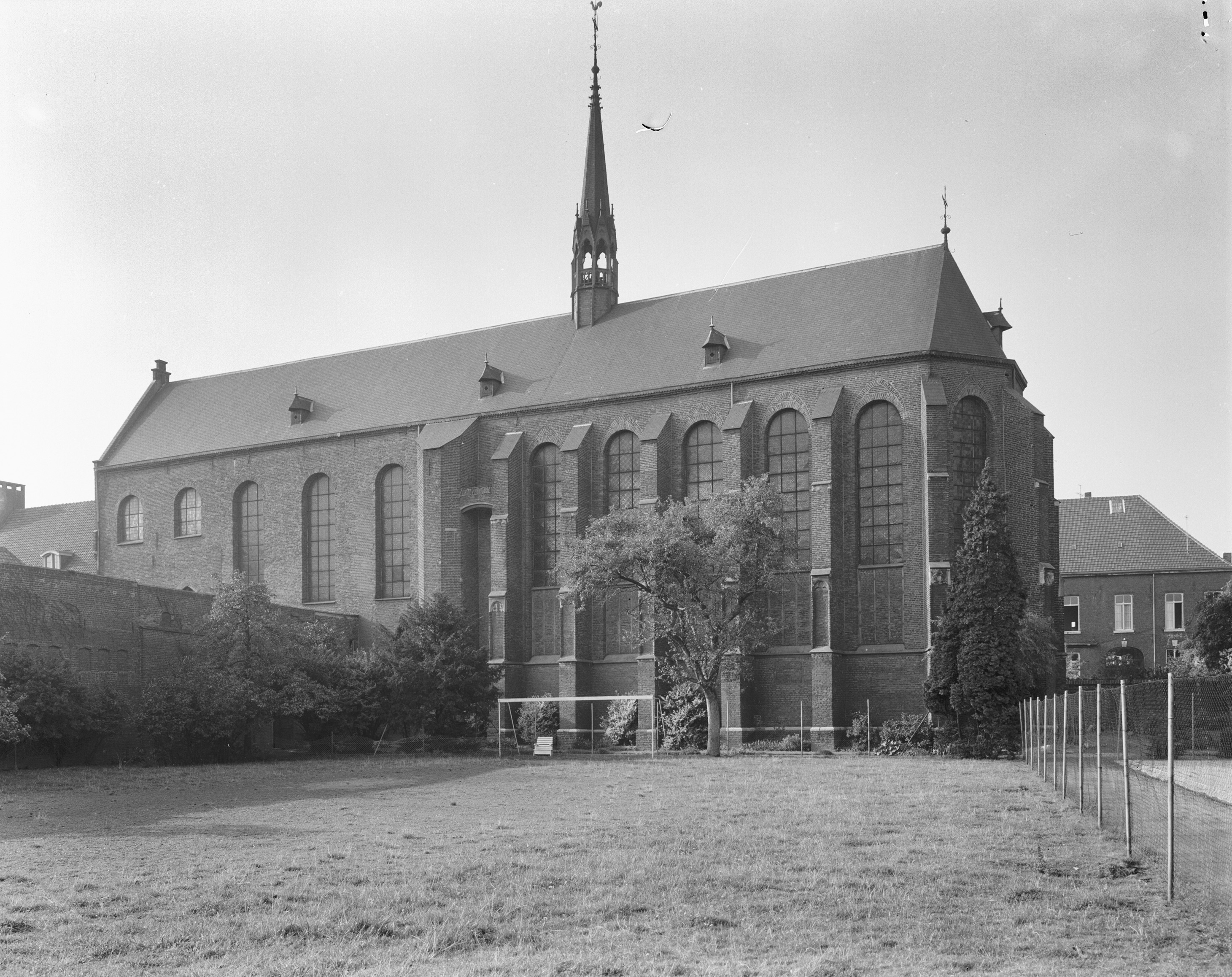
Caroluskapel

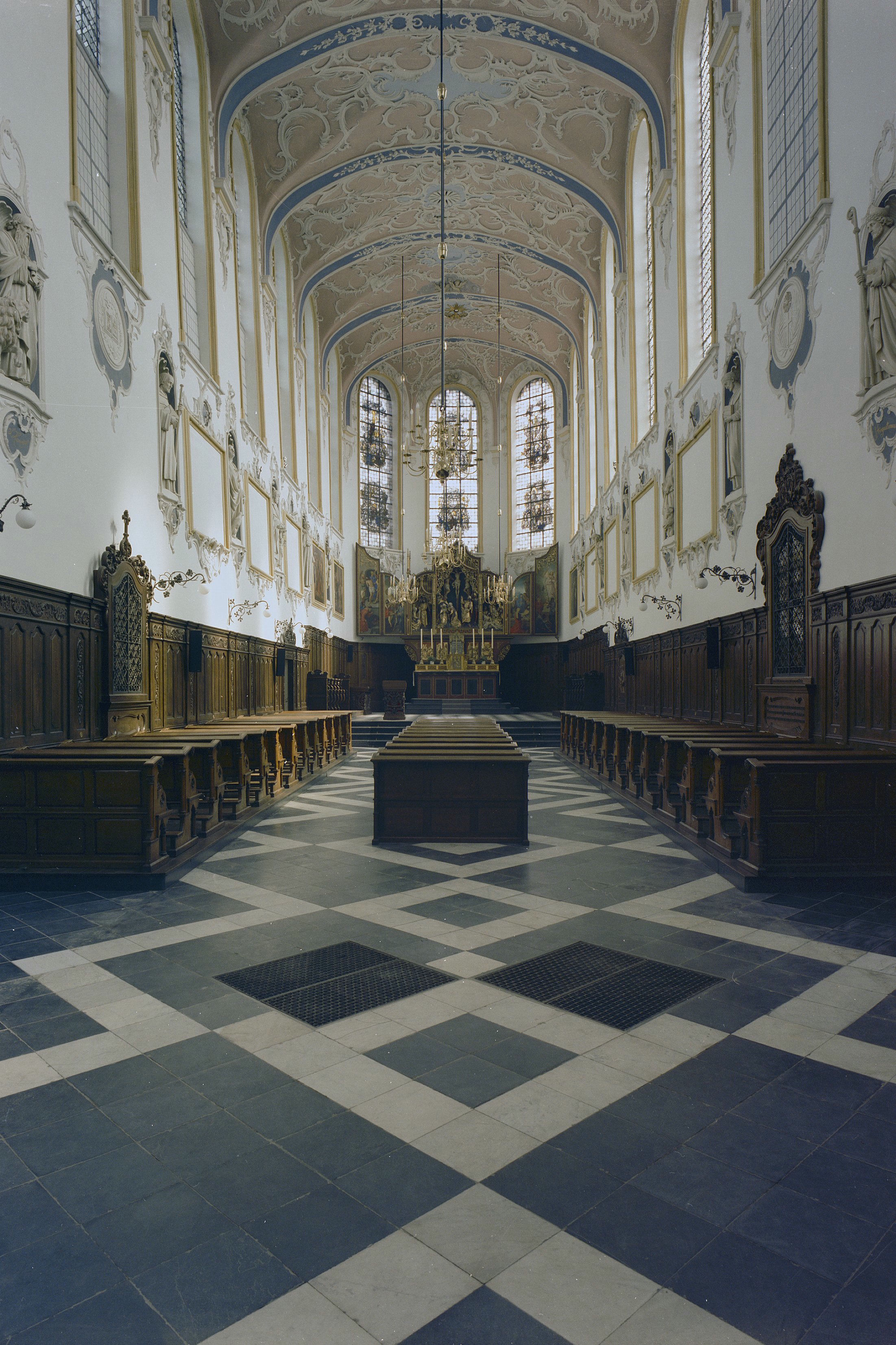
Interieur

De Caroluskapel is de kapel van het voormalige Kartuizerklooster Bethlehem te Roermond, gelegen aan Swalmerstraat 100. In deze kapel wordt de schedel van Dionysius de Karthuizer bewaard als reliek.

## Geschiedenis
De eerste kloosterkapel, gewijd aan Maria van Bethlehem, was van 1398. In de 15e eeuw bouwde men er een sacristie aan vast, maar tijdens de Stadsbrand van Roermond (1554) werd deze kapel verwoest.
De kapel werd herbouwd in laatgotische stijl. Aan de westzijde van het schip werd in 1556 een kapittelzaal met stergewelf toegevoegd. Omstreeks 1600 werd een achtkante traptoren toegevoegd. Er vonden beschadigingen plaats, zoals het instorten van de gewelven, en deze werden weer hersteld, waarbij rondboogvensters in plaats van de gotische spitsboogvensters werden aangebracht. Vanaf 1748 werd het complex ingrijpend verbouwd. Ten westen van de kapittelzaal kwam een refter met stucplafond in régencestijl. In 1759 werd de kapel ingrijpend verbouwd in Lodewijk XV-stijl. Er kwam een rijk gestuct plafond met rococo-motieven.

## Gebouw en inventaris
Het betreft een langgerekt eenbeukig gebouw met driezijdig gesloten koor en dakruiter.
De kapel bezit een Robustelly-orgel van 1762, gebouwd voor de kerk van Eupen. De orgelkas is van een ander orgel. In de muren worden de relieken van de Martelaren van Roermond bewaard. De kruiswegstaties zijn van Frans Nicolas, de glas-in-loodramen in het koor zijn van Joep Nicolas, en er zijn vele andere werken uit de 19e-eeuwse Roermondse kunstateliers.
De Norbertinessen, die de kapel korte tijd (1783-1797) hebben gebruikt, brachten een biechtstoel in régencestijl. De broederkapel bezit een 16e-eeuwse wandschildering, voorstellende het Laatste Oordeel.
Van 1841 tot en met 1972 maakt de Caroluskapel deel uit van het gebouwencomplex van het Groot Seminarie van het Bisdom Roermond. Eind jaren zestig  en in de jaren zeventig vonden in de kapel de diensten plaats van de Jonge Kerk Roermond, een progressieve katholieke geloofsgemeenschap, thans werkend in de Ursulakapel. In 1986 werd de kapel onder auspiciën van de Rijksgebouwendienst gerestaureerd.

## Afbeeldingen

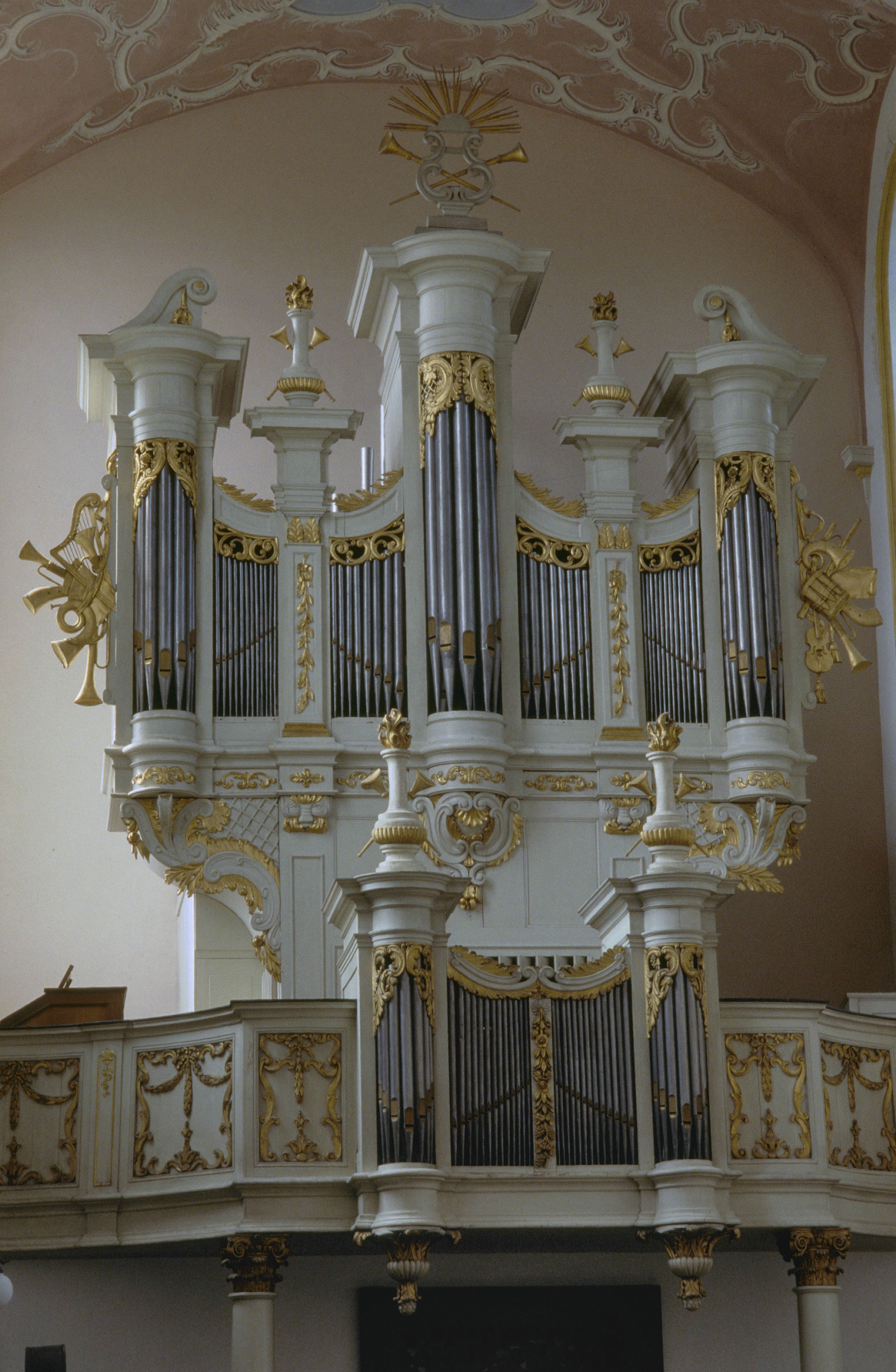
Het orgel (Louvigny, 1850)
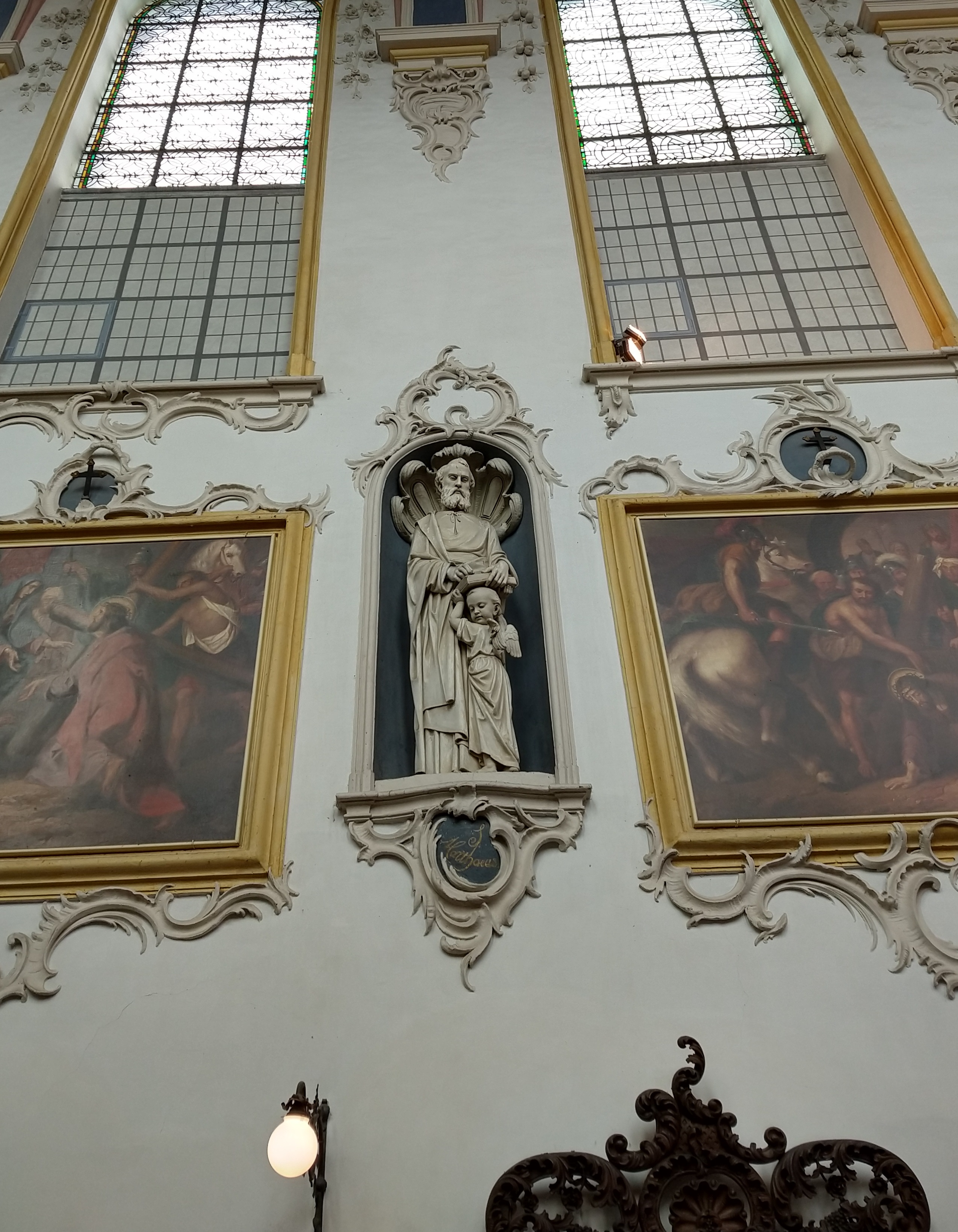
Zijmuur met een van de beeldnissen (Mattheus) en kruiswegstaties
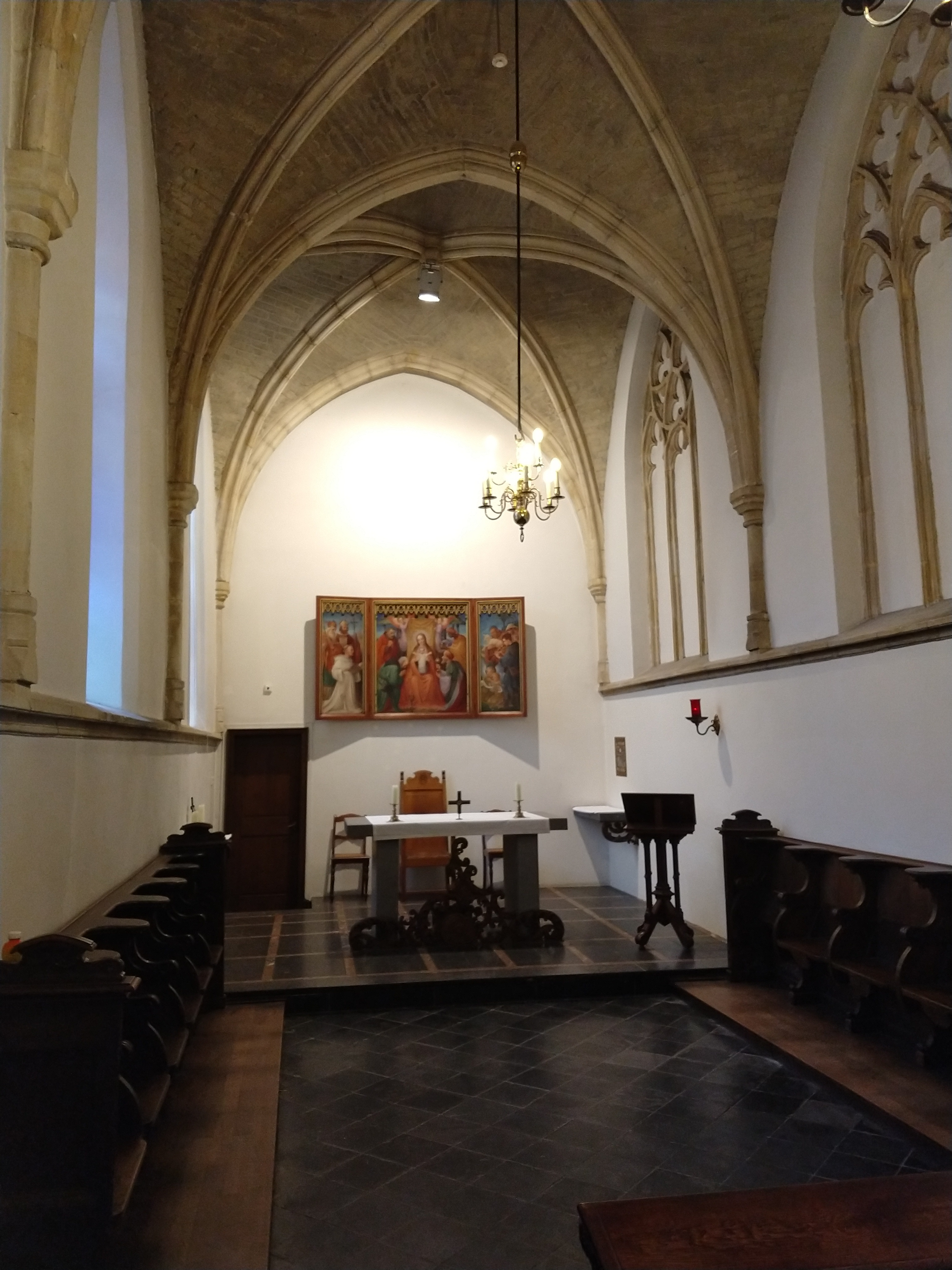
De Broederkapel naast de grote kapel